# Sox–35th (métro de Chicago)
Sox–35th est une station de la ligne rouge  du métro de Chicago situé dans le sud de la ville, dans la médiane de la Dan Ryan Expressway. La station se trouve à proximité du Guaranteed Rate Field, le stade des White Sox de Chicago mais aussi de l’Institut de technologie de l'Illinois (IIT).

## Description
Comme les neuf autres stations situées sur la Dan Ryan Branch, Sox–35th a ouvert ses portes le 28 septembre 1969 sous une forme moderne et fonctionnelle en suivant les plans du cabinet d’architecte Skidmore, Owings and Merrill. La station fut entièrement rénovée en 2003 tout en gardant sa structure telle quelle.
La station Sox–35th est située au milieu de la Dan Ryan Expressway, l'une des autoroutes urbaines les plus emblématiques de Chicago. L'entrée principale de la station se trouve sur le viaduc de la 35e rue ; cette entrée est accessible aux handicapés par un ascenseur. Une entrée auxiliaire est située sur le viaduc de la 33e rue, et cette entrée se connecte à la station via un pont piétonnier. 
Aux deux entrées, un tourniquet tarifaire est situé au niveau de la rue et les passagers doivent emprunter des escaliers, un escalator ou l'ascenseur jusqu'au quai. La plate-forme est une plate-forme insulaire ; les trains en direction du nord s'arrêtent du côté est et les trains en direction du sud s'arrêtent du côté ouest.
La station est accessible aux personnes à mobilité réduite grâce à des ascenseurs situés sur les ponts mezzanine qui enjambent la station.

## Dessertes
| Nord/Ouest                   |  |             |  | Sud/Est                 |
| ---------------------------- |  | ----------- |  | ----------------------- |
| Cermak-Chinatown vers Howard |  | ligne rouge |  | 47th vers 95th/Dan Ryan |
| modifier sur Wikidata        |  |             |  |                         |

## Correspondances
Avec les bus de la Chicago Transit Authority :
- #24 Wentworth
- #35 35th
- #39 Pershing

Avec les Bus Pace :
- #773 Markham/Tinley Park-Guaranteed Rate Field Express
- #774 Palos Heights/Oak Lawn-Guaranteed Rate Field Express
- #775 Bolingbrook/Burr Ridge-Guaranteed Rate Field Express

## Galerie

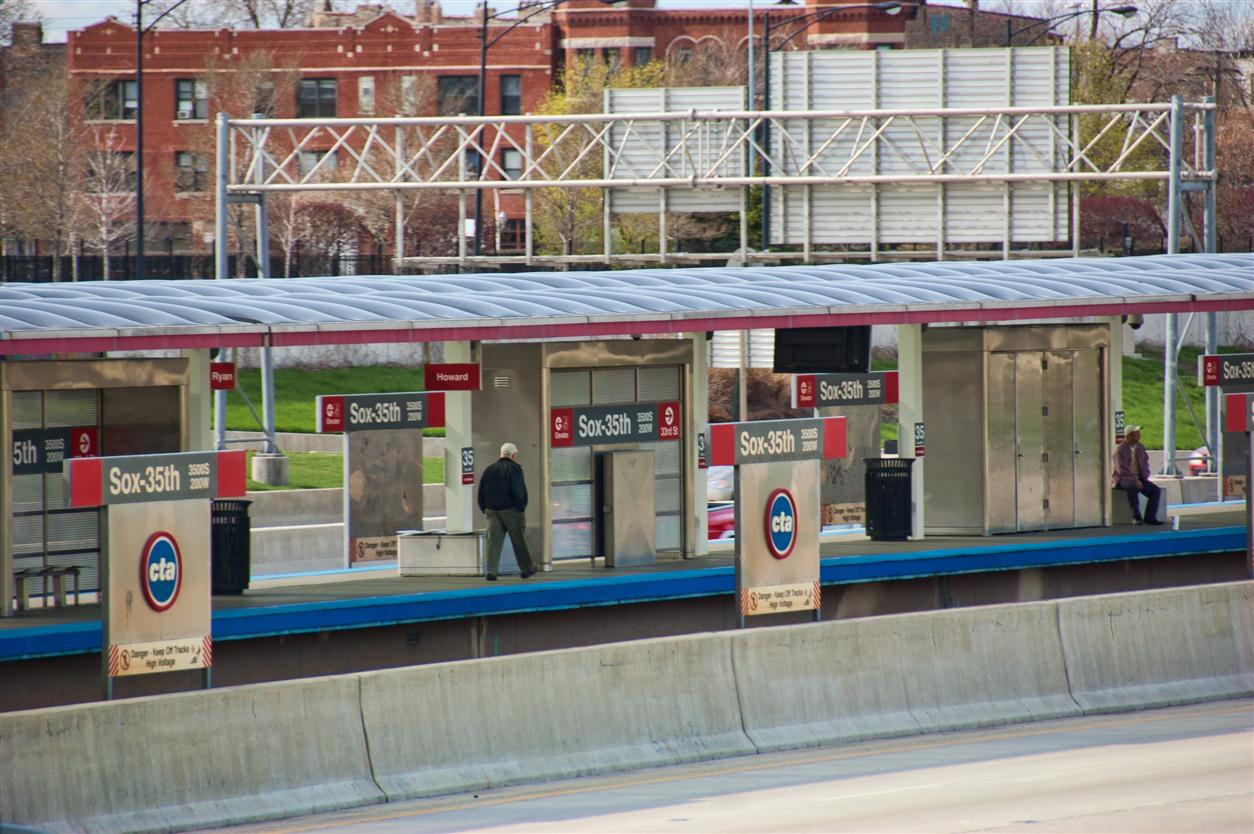
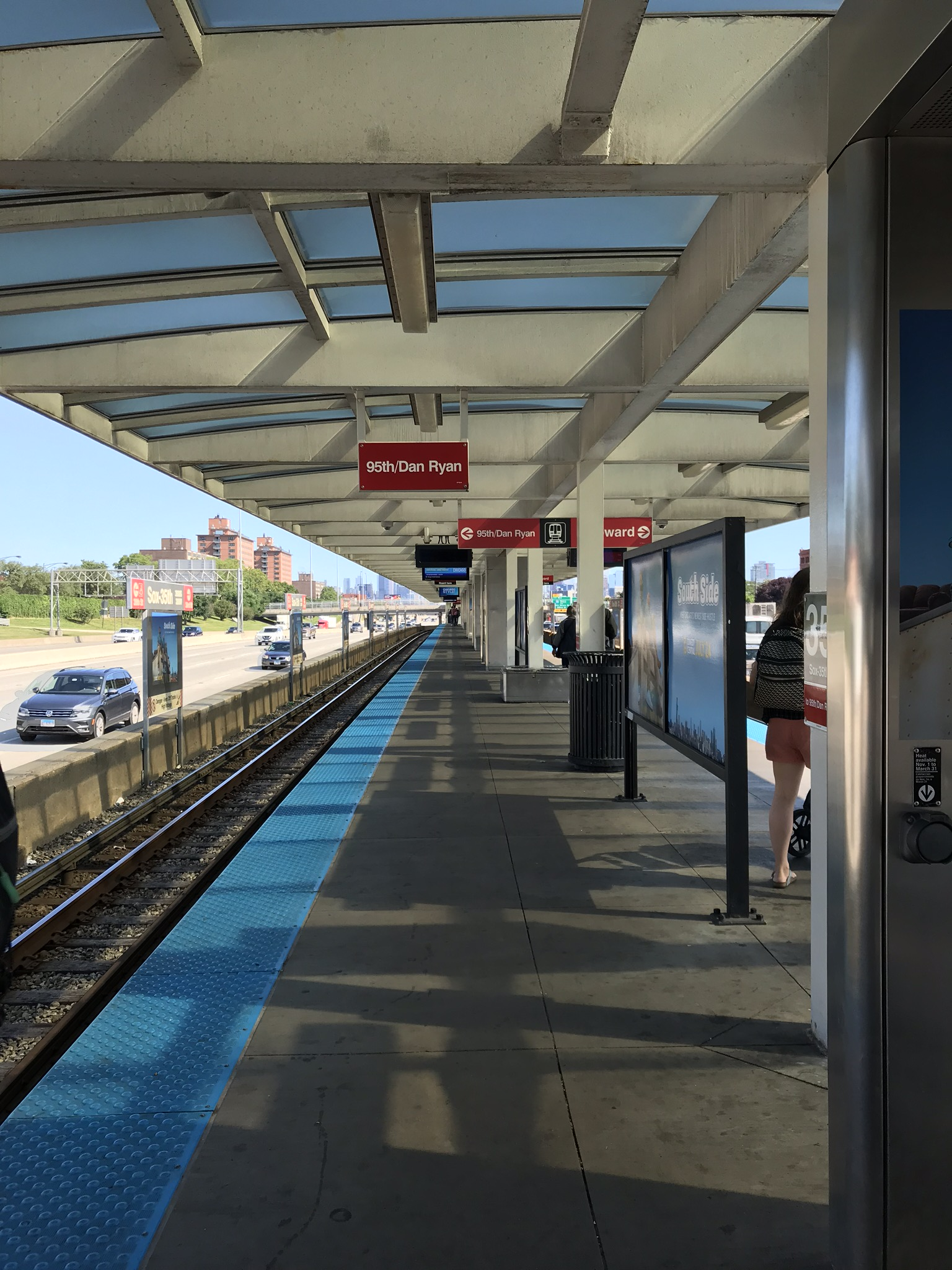
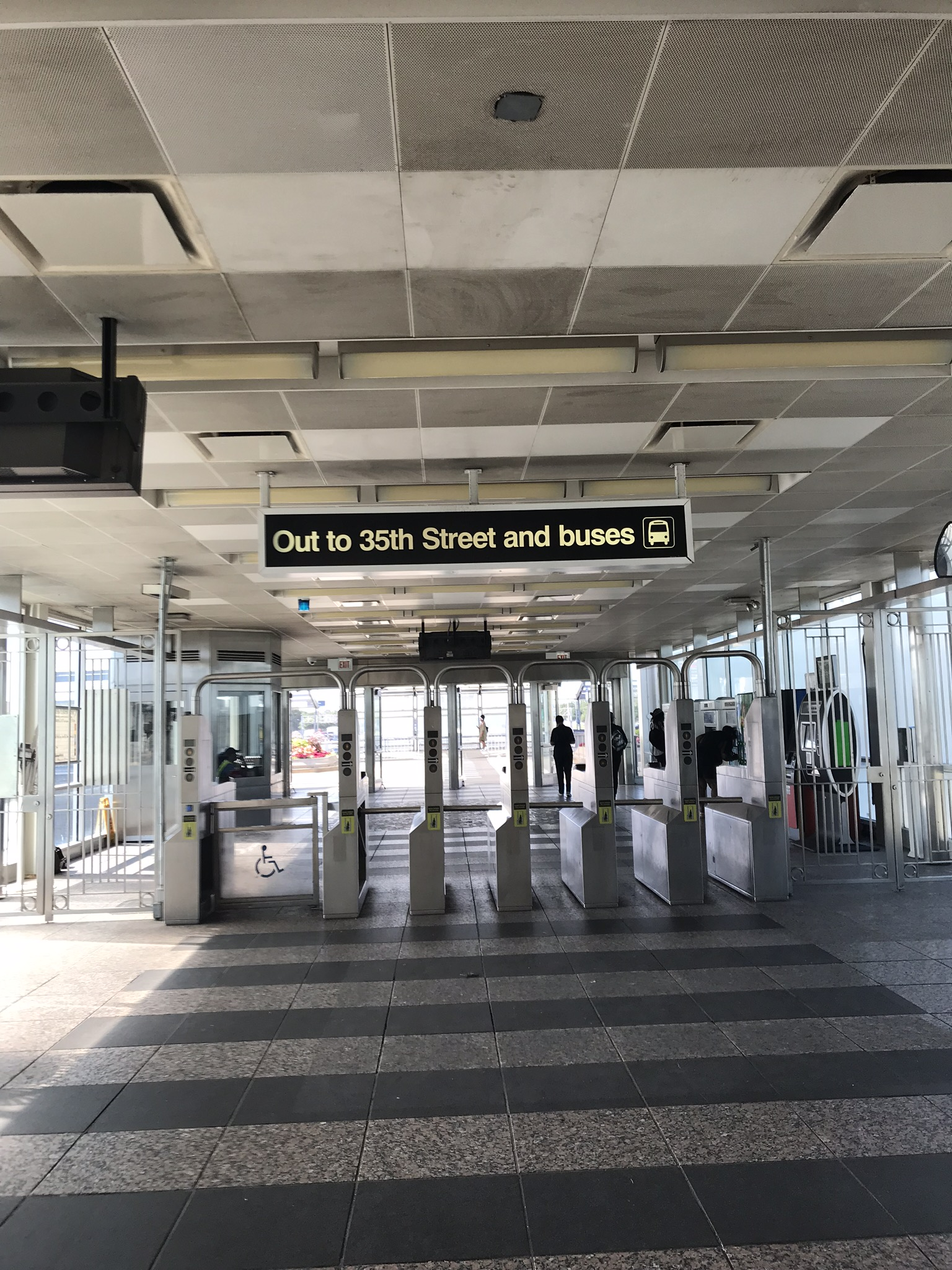
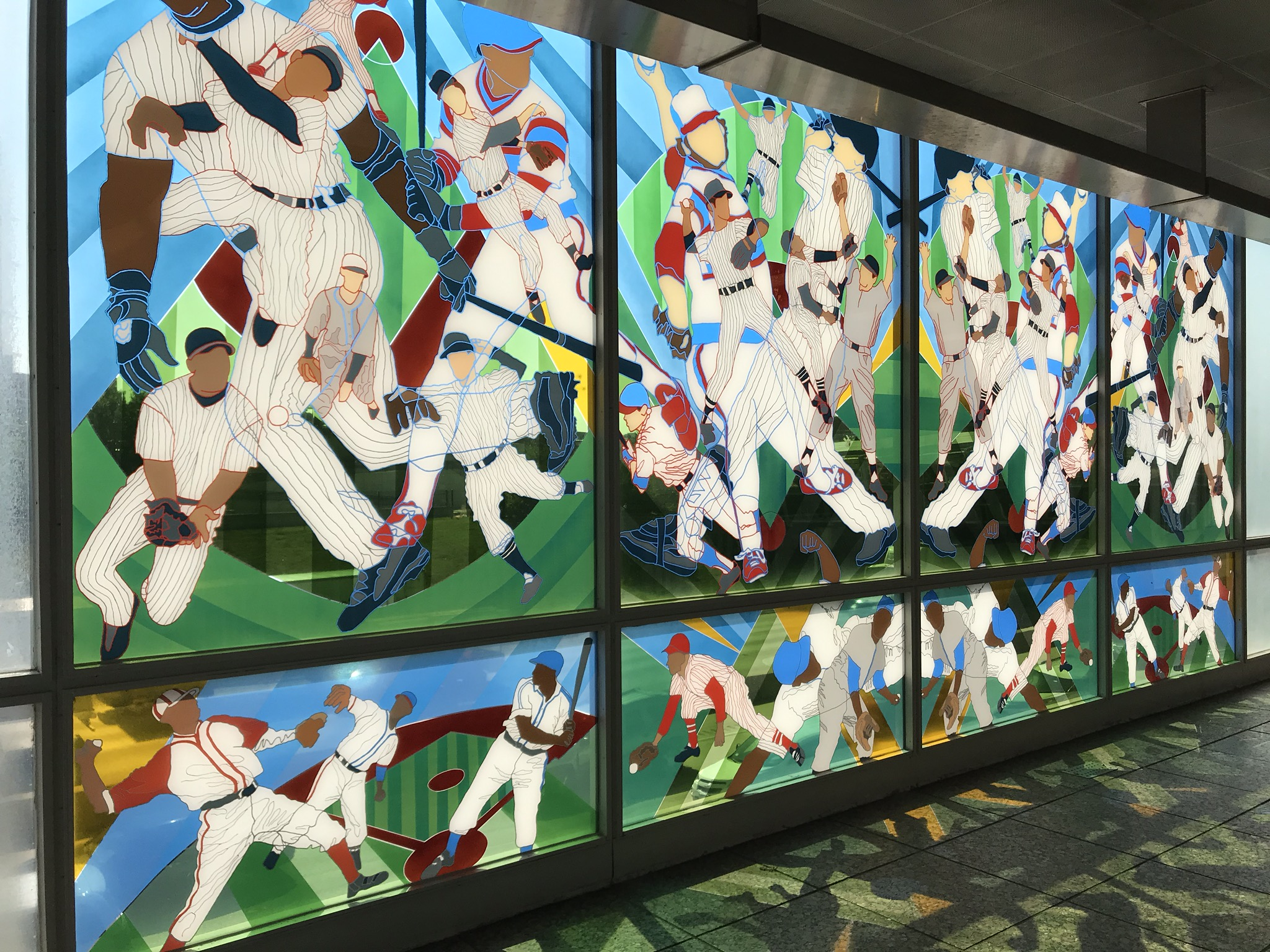
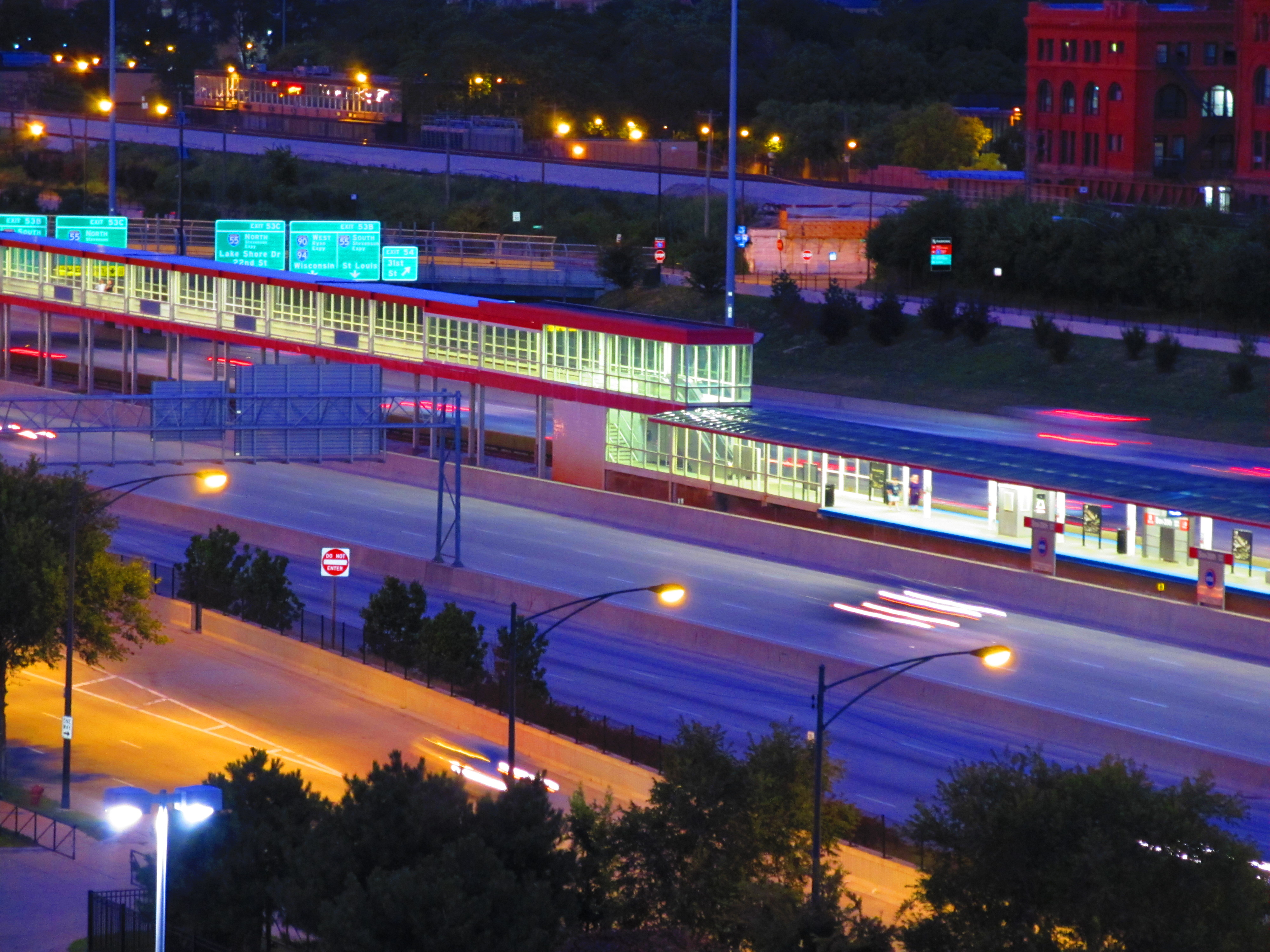
Vue sur la station Sox–35th et la Dan Ryan Expressway de nuit.